# José Joaquín de Herrera

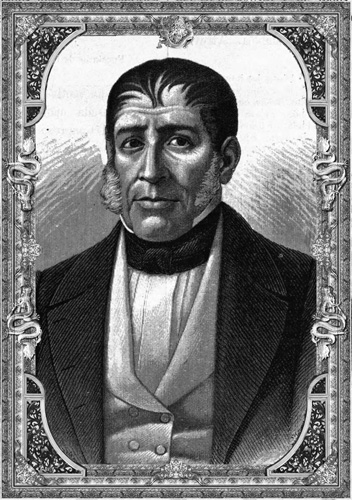
José Joaquín de Herrera, President van Mexico

José Joaquín Antonio Florencio de Herrera y Ricardos (Xalapa, 23 februari 1792 - Tacubaya, 10 februari 1854) was een Mexicaans politicus en militair. Hij was twee keer (1844-1845 en 1848-1851) president van Mexico.
Hij vocht in de Mexicaanse Onafhankelijkheidsoorlog en later bij de omverwerping van Agustín de Iturbide. In 1832 werd hij minister van oorlog onder Valentín Gómez Farías. Na diens omverwerping trok Herrera zich tijdelijk terug uit de politiek. In 1844 werd hij voorzitter van het hooggerechtshof. Toen Antonio López de Santa Anna bij de Revolutie van 1844 verjaagd werd, nam Herrera het presidentschap over. Hij was bereid te onderhandelen over de annexatie van Texas door de Verenigde Staten, wat hem niet in dank werd afgenomen. Eind 1845 werd hij afgezet door Mariano Paredes y Arrillaga.
Tijdens de Amerikaans-Mexicaanse Oorlog bekleedde hij de positie van generaal. Na de Mexicaanse capitulatie in deze oorlog werd hij president. Herrera's presidentschap verliep deze keer vrij vlekkeloos, hij wist in 1848 de republiek Yucatan weer met Mexico te herenigen en de economie knapte enigszins op. In 1851 werd Mariano Arista tot president gekozen en Herrera trad af. Dit was slechts de tweede keer in de Mexicaanse geschiedenis (de eerste keer was Guadalupe Victoria) dat een president zijn volledige termijn had uitgezeten. Bovendien was het aantreden van Arista de eerste geweldloze en democratische machtswisseling.
Na zijn presidentschap trok hij zich terug op zijn landgoed in Tacubaya waar hij drie jaar later overleed.